# Venus (Santa Lucía)
Venus es una localidad de Santa Lucía, que forma parte del distrito de Anse La Raye.